# Cupressoideae
Cupressoideae ist eine Unterfamilie aus der Familie der Zypressengewächse (Cupressaceae). Ihr werden elf Gattungen zugeordnet. Vertreter dieser Unterfamilie findet man fast ausschließlich in der nördlichen Hemisphäre, nur das Areal des Ostafrikanischen Wacholders reicht bis in die Südhemisphäre.

## Beschreibung
Die Arten aus der Unterfamilie Cupressoideae wachsen als immergrüne Sträucher oder Bäume. Die jüngeren Blätter sind meist nadelförmig, während die älteren Blätter der meisten Arten schuppenförmig sind und den Zweigen anliegen. Sie stehen gegenständig oder selten in Dreierwirteln (bei mehreren Wacholder-Arten).
Fast alle Vertreter sind einhäusig (monözisch), einzige Ausnahme bilden die Wacholder (Juniperus), bei denen es auch zweihäusige (diözische) Arten gibt. Die Zapfen sind sehr vielgestaltig und bilden eine sehr unterschiedliche Anzahl von Samen, von einem einzigen Samen pro Zapfen beim Sibirischen Zwerg-Lebensbaum und einigen Wacholder-Arten bis zu einigen Dutzend bei den Zypressen. Die meisten Zapfen der Cupressoideae verholzen zur Reife. Nur bei den Wacholder-Arten werden fleischige, beerenartige Zapfen ausgebildet, die sog. Wacholderbeeren, was im Zusammenhang mit der Ausbreitung durch Tiere, wie z. B. Vögel (Ornithochorie), steht.

## Systematik
Die Unterfamilie Cupressoideae wurde 1826 von Robert Sweet in Sweet’s Hortus Britannicus: or a catalogue of plants cultivated in the gardens of Great Britain, arranged in natural orders ..., Seite 372 als "Subordo Cupressinae" aufgestellt, wobei er keine genaue Beschreibung angab. Diese erfolgte erst in einer von Sweets geschriebenen Reverenz an Louis Claude Marie Richards im September bis November 1826 erschienenes Werk Commentatio Botanica de Conifereis et Cycadeis, in welchem die Unterfamilie als Sektion Cupressinae geführt wird.
Es gibt elf rezente Gattungen in der Unterfamilie Cupressoideae, wovon fünf monotypisch sind, also nur aus einer Art bestehen.
- Weihrauchzedern (Calocedrus): Es gibt vier Arten, drei in Ost-Asien, eine in Nord-Amerika[2]
- Scheinzypressen (Chamaecyparis): Es gibt sechs Arten, vier in Ost-Asien, zwei in Nord-Amerika. Neuerdings zählen einige Autoren auch Fokienia hodginsii hierzu[2]
- Zypressen (Cupressus), sind die Typusgattung für diese Unterfamilie. Es gibt je nach Artauffassung zwischen 17 und 33 Arten[2], die in Nord-Amerika, Europa, Nord-Afrika und Asien vorkommen
- Fokienia, monotypisch (oder zu Chamaecyparis gestellt). Heimat: Ostasien[2]
- Wacholder (Juniperus): Es gibt je nach Artauffassung zwischen 45 und 75 Arten[2] in Nord-Amerika, Europa, Afrika und Asien.
- Microbiota, monotypisch (oder zur Gattung Platycladus gestellt).[2]
- Platycladus, monotypisch (oder zwei Arten, dann inkl. Microbiota decussata = Platycladus decussata)[2]
- Tetraclinis, monotypisch, verbreitet in Nordwest-Afrika, Südost-Spanien und auf Malta[2]
- Lebensbäume (Thuja). Es gibt fünf Arten, zwei in Nord-Amerika, drei in Ost-Asien[2]
- Thujopsis, monotypisch, Heimat: Japan[2]
- Xanthocyparis.[4] Es gibt zwei Arten, eine in Nord-Amerika (Xanthocyparis nootkatensis), eine in Vietnam (Xanthocyparis vietnamensis). Verschiedene Autoren akzeptieren die erst im Jahr 2002 neu beschriebene Gattung nicht, sondern stellen die beiden Arten zu Cupressus[2]